# Bööler
Bööler e un passo della Svizzera nel canton Argovia che collega la località di Schöftland a Unterkulm.